# Peugeot Typ 107
Der Peugeot Typ 107 ist ein frühes Automodell des französischen Automobilherstellers Peugeot, von dem 1908 im Werk Lille 12 Exemplare produziert wurden.

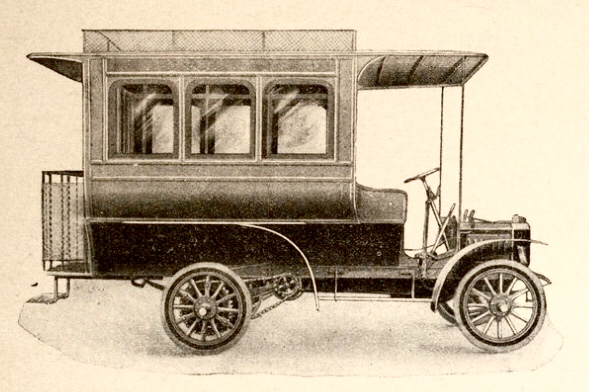
Peugeot Typ 107 Omnibus

Die Fahrzeuge besaßen einen Vierzylinder-Viertaktmotor, der vorne angeordnet war und über Kette die Hinterräder antrieb. Der Motor leistete aus 3706 cm³ Hubraum 24 PS.
Es gab nur das Modell 107 B. Bei einem Radstand von 310,4 cm und einer Spurbreite von 145 cm vorne bzw. 154 cm hinten betrug die Fahrzeuglänge 450 cm und die Fahrzeughöhe 250 cm. Die Karosserieform Lieferwagen bot Platz für zwei Personen, der Omnibus für acht Personen bis zwölf Personen.